# ایسوزو آسکا
ایسوزو آسکا (Isuzu Aska) خودرویی است که در سال‌های ۱۹۸۳–۲۰۰۲ تولید شده‌است.